# Kolarinsaari
Kolarinsaari är en ö och by i Muonioälven i Kolari kommun i Finland, vid gränsen mot Sverige. Ön ligger mellan Muonioälvens huvudfåra i väster och grenen Saaripudas i öster och söder. Den har broförbindelse söderut med centralorten Kolari. På ön finns bland annat Kolarinsaari kyrka. Ön är en kulturhistoriskt värdefull miljö och öns norra del, där den övriga bebyggelsen finns, är ett åsskyddsområde. Lukkarinvainio naturstig som är 3,5 kilometer lång börjar vid kyrkan.